# パパ愛してる!!
『パパ愛してる!!』（パパあいしてる）は、1974年4月1日から同年9月23日までNET系列局で放送されていたテレビドラマである。東映とNETテレビ（現・テレビ朝日）の共同製作。全24話。放送時間は毎週月曜 19:30 - 20:00 （日本標準時）。

## 概要
女子高校生の富士宮ユリとその父親である富士宮隆介の愛の触れ合いを描いた作品。前番組『どっこい大作』と同様に、さまざまな著名人たちをゲスト出演させていた。
本作品は東映ビデオの『主題歌全集』（ビデオソフト・LD・DVD）にオープニングとエンディングが収録されている。
- 全話が収録されたDVD、ブルーレイの発売はされていない。

## ストーリー
富士宮ユリは平和学園大学附属高等学校の3年生。3年前に母を亡くし、今は大学教授の父・隆介と暮らしている。そんなユリにとって隆介は唯一の家族であり、一番愛していた。だが、ユリには秘密があった。実はユリはもらい子だった…。

## 出演者
- 富士宮ユリ：吉沢京子
- 富士宮隆介：佐藤英夫
- 桂木美枝子：長内美那子
- 杉山弘志：吉田次昭
- 吉野文子：秋山ゆり
- 源さん：安田伸
- 三田アユミ：野口みどり
- 並木一平：福田悟
- 皆川進：渡辺隆司
- ナレーター：桑原たけし
- ほか

## スタッフ
- プロデューサー：郡杉昭、井上雅央
- 脚本：中原一郎 ほか
- 音楽：平尾昌晃、竜崎孝路
- 音楽制作：あんだんて
- 撮影：相原義晴 ほか
- 計測：斉藤健 ほか
- 証明：石垣敏雄 ほか
- 録音：佐藤幸哉 ほか
- 美術：野本幸男 ほか
- 編集：伊吹勝雄 ほか
- 現像：東映化学 ほか
- 進行主任：奈良場繁 ほか
- 助監督：三村道治 ほか
- 監督：日高武治 ほか
- 制作：東映、NET

## 主題歌
テーマ曲「わかって欲しいの」
作詞：岩谷時子 / 作曲：平尾昌晃 / 編曲：竜崎孝路 / 歌：吉沢京子
オープニング・エンディング共通。エンディングで掛かっていたのはインストゥルメンタル版で、それに合わせて作品本編ロケの映像が流されていた。
挿入歌「愛のリボン」
作詞：岩谷時子 / 作曲：平尾昌晃 / 編曲：竜崎孝路 / 歌：吉沢京子

## 放送日程
| 話数 | 放送日        | サブタイトル         | ゲスト     |
| ---- | ------------- | -------------------- | ---------- |
| 1    | 1974年 4月1日 | もしも私が男なら…    |            |
| 2    | 4月8日        | とめてもムダよ…      |            |
| 3    | 4月15日       | いつかあなたもネ…    |            |
| 4    | 4月22日       | 裏切ってごめん！     |            |
| 5    | 4月29日       | 指切りまでしたのに   | 三善英史   |
| 6    | 5月6日        | 弟ができる？         | 藤正樹     |
| 7    | 5月13日       | （サブタイトル無し） | 桜田淳子   |
| 8    | 5月27日       | （サブタイトル無し） |            |
| 9    | 6月3日        | （サブタイトル無し） |            |
| 10   | 6月10日       | （サブタイトル無し） | 桜井センリ |
| 11   | 6月17日       | （サブタイトル無し） | 小野ひずる |
| 12   | 6月24日       | （サブタイトル無し） | フレンズ   |
| 13   | 7月1日        | （サブタイトル無し） | 山下雄三   |
| 14   | 7月8日        | （サブタイトル無し） | ガッツ石松 |
| 15   | 7月15日       | （サブタイトル無し） |            |
| 16   | 7月22日       | （サブタイトル無し） | エバ       |
| 17   | 7月29日       | ユリも魔女           | 江藤潤     |
| 18   | 8月5日        | 男はイイナ           | 財津一郎   |
| 19   | 8月19日       | 夢ばかり             | 仲雅美     |
| 20   | 8月26日       | 恋です大変           |            |
| 21   | 9月2日        | 憎いボール           |            |
| 22   | 9月9日        | イカス奴！           | 山下勝也   |
| 23   | 9月16日       | 絶対に勝つ           |            |
| 24   | 9月23日       | 美しき秘密           |            |

## 放送局
- 当時のANN系列局：月曜 19:30 - 20:00
  - NET
  - 北海道テレビ
  - 名古屋テレビ
  - 毎日放送
  - 瀬戸内海放送[1]
  - 広島ホームテレビ[1]
  - 九州朝日放送[2]
- 秋田放送：火曜 16:50 - 17:20[3]
- テレビ岩手：日曜 10:00 - 10:30[4]
- 山形テレビ：木曜 18:00 - 18:30[5]
- 宮城テレビ：月曜 19:30 - 20:00[6]
- 山梨放送：水曜 19:00 - 19:30[7]
- 新潟放送：水曜 18:00 - 18:30[8]
- 福井放送：土曜 19:00 - 19:30（1974年10月5日まで放送）[9]
- 日本海テレビ：火曜 18:00 - 18:30[10]
- テレビ岡山：土曜 18:00 - 18:30[1]
- テレビ熊本：金曜 19:00 - 19:30[2]
- テレビ大分：月曜 19:30 - 20:00[11]
- テレビ宮崎：土曜 19:00 - 19:30[12]

## 参考資料
- テレビドラマデータベース[どれ?]